# Ordine Nuovo
Ordine Nuovo (Italiaans voor "Nieuwe Orde"), volle naam Centro Studi Ordine Nuovo, ("Nieuwe Orde Studiecentrum") was een Italiaanse extreemrechtse culturele, buitenparlementaire organisatie en een crimineel-terroristische organisatie opgericht in 1956 door Pino Rauti. Ze was de belangrijkste buitenparlementaire extreemrechtse organisatie in Italië na de Tweede Wereldoorlog.